# Інсулінова помпа

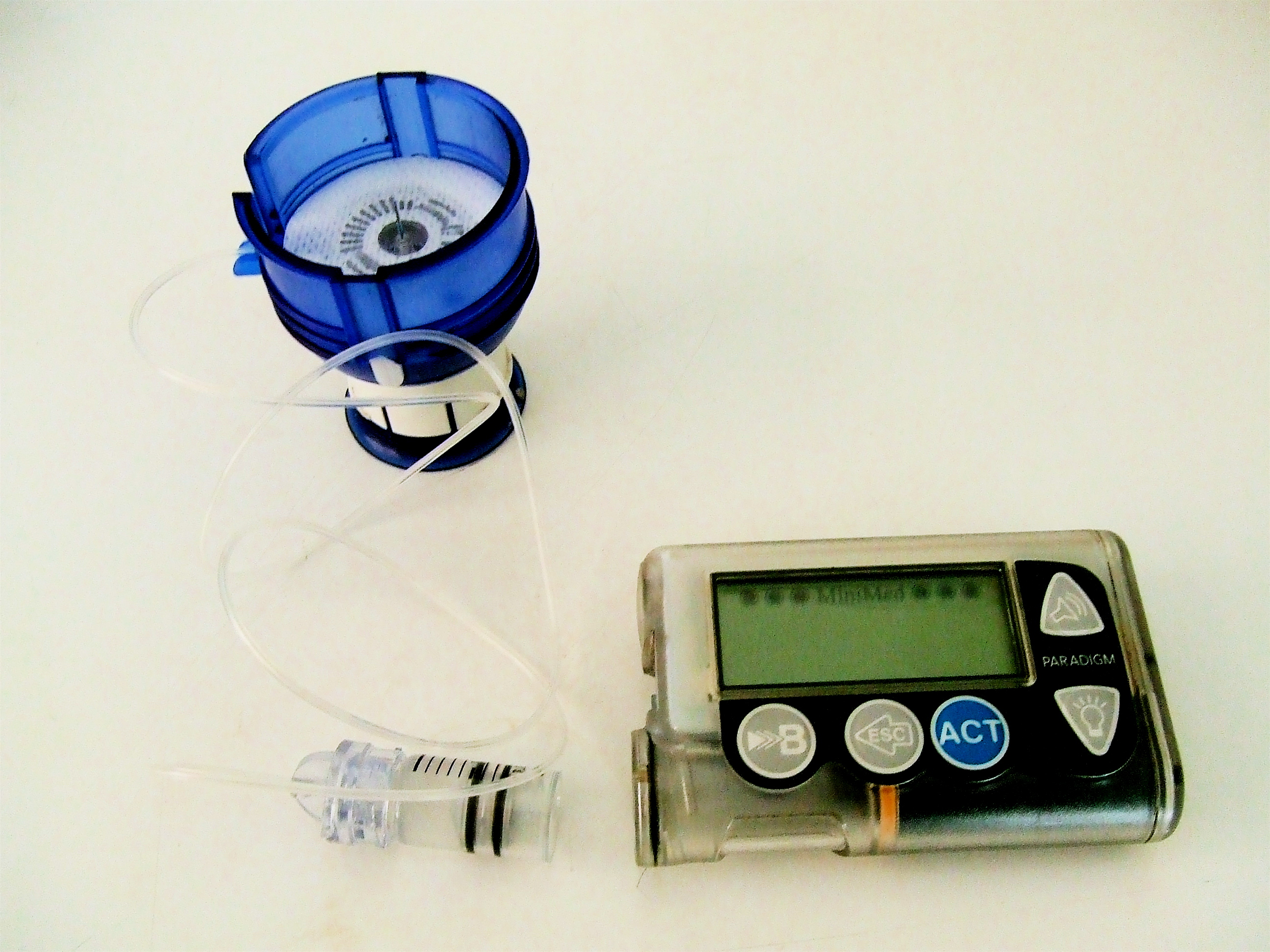
Інсулінова помпа

Інсулінова помпа — медичний пристрій для введення Інсуліну при лікуванні цукрового діабету, також відомому як терапія з безперервним підшкірним введенням інсуліну. Пристрій включає в себе:
- Саму помпу (з органами управління, модулем обробки і батарейками)
- Змінний резервуар для інсуліну (усередині помпи)
- Змінний інфузійний набір, що включає в себе канюлю для підшкірного введення і систему трубок для з'єднання резервуара з канюлею.

Інсулінова помпа є альтернативою багаторазовим щоденним ін'єкціям інсуліну інсуліновим шприцем або інсуліновою шприц-ручкою і дозволяє проводити інтенсивну інсулінотерапію в поєднанні з моніторингом рівня глюкози і підрахунком кількості вуглеводів.

## Встановлення

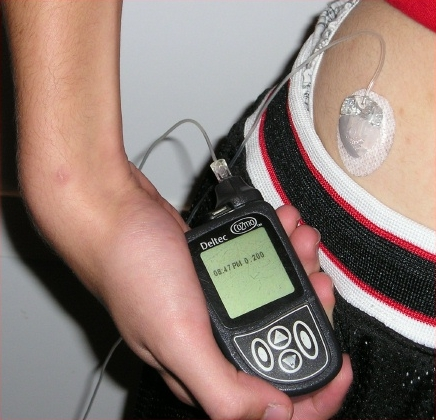
Інсулінова помпа встановлена

Для використання інсулінової помпи спочатку необхідно наповнити резервуар інсуліном. У деяких помпах використовуються попередньо заповнені одноразові картриджі, які замінюються після використання. Однак у більшості випадків сам пацієнт заповнює резервуар інсуліном, передбачених для даного користувача (зазвичай це Апідра, Хумалог або НовоРапід).
Порядок установки:
1. Розкрити новий (стерильний) порожній резервуар.
2. Витягти поршень.
3. Ввести голку в ампулу з інсуліном.
4. Впустити повітря з резервуара в ампулу уникнення вакууму в ампулі при заборі інсуліну.
5. Ввести інсулін в резервуар за допомогою поршня, потім витягти голку.
6. Видавити бульбашки повітря з резервуару, потім видалити поршень.
7. Приєднати резервуар до трубки інфузорного набору.
8. Встановити зібраний блок в помпу і заправити трубку. При цьому помпа повинна бути від'єднана від людини, щоб уникнути випадкової подачі інсуліну.
9. Приєднати до місця введення (і заправити канюлю, якщо був вставлений новий набір).

## Дозування
Інсулінова помпа не призначена для застосування препаратів інсуліну тривалої дії. Використовується інсулін короткої або ультракороткої дії. Інсулінова помпа подає один тип інсуліну короткої або ультракороткої дії двома способами:
1. Болюс — доза, що подається на їжу або для корекції високого рівня глюкози в крові.
2. Базальна доза подається безперервно з налаштованим рівнем для забезпечення потреби в інсуліні між прийомами їжі та вночі.

### Форма болюса
Користувач інсулінової помпи має можливість впливати на профіль подачі короткострокового або ультракороткого інсуліну, вибираючи форму болюса.
Стандартний болюс — одномоментне введення дози інсуліну. Це більш за все схоже на ін'єкцію. У разі «загостреної» форми — це максимально швидка подача болюса для даного типу інсуліну. Стандартний болюс найкраще підходить при прийомі високоуглеводної їжі з низьким вмістом білків і жирів, тому що він швидко повертає рівень цукру в крові до нормального стану.
Квадратний болюс — повільне, розподілене за часом введення інсуліну. Подача болюса «прямокутної» форми дозволяє уникнути високої початкової дози інсуліну, яка може потрапити в кров і викликати низький рівень цукру крові до того, як травна система зможе прискорити проникнення цукру в кров. Квадратний болюс також збільшує час дії інсуліну в порівнянні зі звичайною подачею. Квадратний болюс підходить при прийомі їжі з високим вмістом білків і жирів, що підвищить цукор крові на багато з моменту початку введення болюса. Квадратний болюс також корисний для людей з повільним травленням.
Подвійний болюс/ багатохвильовий болюс — комбінація стандартного одномоментного болюса і квадратного болюса. Ця форма забезпечує високу початкову дозу інсуліну і потім розтягує кінцеву фазу дії інсуліну. Подвійний болюс підходить для їжі з високим вмістом жирів і вуглеводів.
Супер-болюс — спосіб підвищення пікової дії стандартного болюса. Оскільки дія болюсного інсуліну в крові триватиме декілька годин, подачу базального інсуліну протягом цього часу можна зупинити або скоротити. Це покращує «засвоєння» базального інсуліну та його включення в пікову дію болюса, за рахунок чого подається та ж загальна кількість інсуліну, але більш швидкої дії, чого можна добитися при спільному застосуванні одномоментної і базальної дози. Супер-болюс корисний для деяких видів їжі, після вживання яких виникає великий рівень цукру в крові.
Відповідає максимально швидкою доставкою інсуліну, якої можна досягти на практиці за допомогою помпи.

### Час введення болюса
Так як користувач помпи повинен вручну запускати введення болюсу, це дає йому можливість попередньо вводити болюс, для використання можливостей помпи і запобіганню гіперглікемії після прийому їжі. Попередній болюс — це простий болюс інсуліну, що подається до того, як він дійсно буде потрібним, щоб компенсувати спожиті вуглеводи.

### Базальні профілі
Профіль для подачі базального інсуліну протягом доби можна також налаштувати під потреби користувача помпи.
- Зменшення базальної дози вночі з метою запобігання низького рівня цукру крові у немовлят і дітей ясельного віку.
- Збільшення базальної дози вночі з метою протидії високому рівню цукру крові, викликаному гормонами росту у підлітків.
- Збільшення дози перед світанком вночі з метою запобігання високого рівня цукру крові внаслідок феномена ранкової зорі у дорослих та підлітків.
- В упереджувальному порядку перед регулярними фізичними вправами, наприклад, ранковою гімнастикою.

### Визначення базальної дози
Багато факторів можуть змінити потребу в інсуліні та вимагати корекції базальної дози:
- Безперервна загибель бета-клітин після діагностування діабету 1-го типу («медовий місяць»)
- Набір або втрата ваги
- Лікарська терапія, що впливає на чутливість до інсуліну
- Зміни розпорядку прийому їжі, сну або вправ
- Погіршення контролю над гіперглікемією
- В залежності від пори року.

Користувач повинен бути проінформований своїм лікарем про необхідність визначення базальної дози перед початком терапії з використанням помпи.

### Тимчасові базальні дози
Так як базальний інсулін подається у вигляді інсуліну швидкої дії, його кількість можна швидко збільшити або зменшити в міру необхідності за допомогою тимчасової базальної дози. Приклади ситуацій, коли це корисно:
- Під час тривалих поїздок на автомобілі, коли потрібно більше інсуліну через відсутність фізичної активності.
- Під час і після спонтанних фізичних вправ і занять спортом, коли організму потрібно менше інсуліну.
- Під час хвороби або при стресі, коли базальна потреба збільшується.
- При наявності в крові кетонів, коли потрібним є додатковий інсулін.

## Переваги застосування інсулінових помп
- Користувачі помп повідомляють про поліпшення якості життя в порівнянні з використанням інших пристроїв для доставки інсуліну. Про поліпшення якості життя повідомляється у пацієнтів з діабетом 1-го типу та інсулінонезалежний діабет 2-го типу, що використовують помпи.
- Застосування інсуліну ультракороткої дії для базальних потреб забезпечує відносну свободу від структурованого режиму харчування і вправ, необхідних раніше для контролю цукру крові за допомогою інсуліну продовженої дії.
- Багато користувачів помп вважають, що введення доз інсуліну з помпи є більш зручним і не помітною процедурою, ніж ін'єкція.
- Інсулінові помпи дозволяє доставляти більш точну кількість інсуліну, ніж ін'єкції шприцом або шприц-ручкою. Це допомагає точніше контролювати рівень цукру і гемоглобіну в крові, зменшуючи ймовірність розвитку довготривалих ускладнень, пов'язаних з діабетом.
- Інсулінові помпи можуть надавати точні відомості про використання інсуліну.

## Недоліки застосування інсулінових помп
- Інсулінові помпи набагато дорожчі, ніж шприци або шприц-ручки для інсулінових ін'єкцій.
- Користувачам необхідно дотримуватись певних правил для участі в активній діяльності.
- Можливість збою помпи і необхідність повернення до щоденних ін'єкцій до усунення проблеми. Проте більшість виробників помп зазвичай пропонують програму отримання нової помпи протягом 24 годин або дозволяють пацієнтові недорого придбати другу помпу про запас.
- Рани після кількаденних ін'єкцій дуже довго загоюються, а інколи не загоюються зовсім. Тому можливо краще трохи почекати, добре подумати і тільки після цього, якщо вже захочете, ставити інсулінову помпу.

## Поширеність
Інсулінові помпи все ширше використовуються по всьому світу завдяки:
- Простоті введення багаторазових ін'єкцій інсуліну для використовують Інтенсивну інсулінову терапію
- Точної подачі дуже маленьких болюсів, що важливо для немовлят
- Зростаючу підтримку серед лікарів та страхових компаній через зниження частоти довготривалих ускладнень
- Помпа дозволяє ефективно поєднувати частково базальний інсулін з помпи і частково базальний інсулін з інсуліну продовженої дії. Ця техніка стала відомою під назвою неприв'язаний режим.